# Жешув

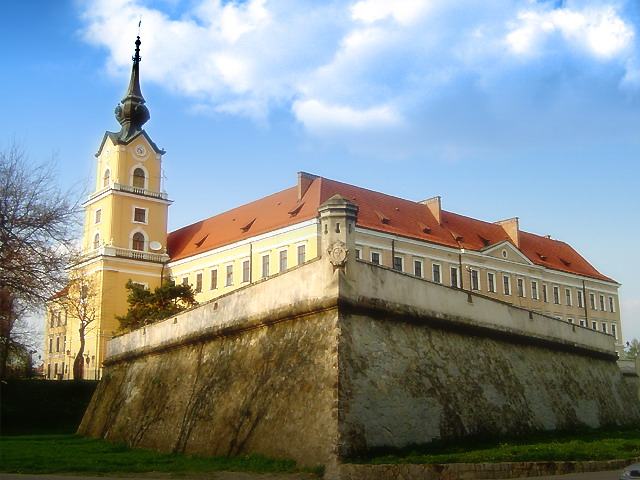
Замок князей Любомирских. XVIII век

Же́шув (пол. Rzeszów), также Ряшев (укр. Ряшів) — город на юго-востоке Польши, административный центр Подкарпатского воеводства. Расположен на реке Вислоке (приток Сана). Город на правах повета. Железнодорожный узел.
Население — 198 476 человек (2021); в агломерации — 661 тыс. Площадь — 129 км².

## История
В черте города, на высоком левом берегу реки Вислока, расположено городище — остатки древнерусского Ряшева (Ряшова), упомянутого в грамоте 1354 года польского короля Казимира III. Город относился к Перемышльскому княжеству, которое в 1345 году было захвачено Польшей. Поселение, овальное в плане, обнесено валом. При раскопках обнаружены углублённые в землю (VIII? — XII вв.) и наземные срубные (XII—XIII вв.) жилища. Среди находок есть шиферные пряслица, ножи, меч, обломки стеклянных браслетов. Можно полагать, что укрепления были возведены на рубеже XII—XIII веков на месте более древнего поселения.
Казимир III привлёк в Ряшев немецких поселенцев и первому из русских городов дал ему Магдебургское право. Впоследствии население города полонизировалось.

### В Польской Республике
С 23 декабря 1920 года до 4 декабря 1939 года — в Львовском воеводстве Польской Республики. Центр Жешувского повета.
Во время Второй мировой войны, после завершения боевых действий в сентябре 1939 года и немецкой оккупации Польши город был переименован в Райхсхоф (нем. Reichshof). Заводы в городе были переориентированы на выпуск продукции для немцев, особенно важное военное значение из предприятий города для немцев имели артиллерийский, авиамоторный, машиностроительный и металлургический заводы. После войны городу было возвращено польское название.
22 мая 2022 года президент Украины Владимир Зеленский присвоил Жешуву почётный знак отличия «Город-спаситель».

## Промышленность
Развиты машиностроение (производство автомобильных и авиационных двигателей, бытовой техники Zelmer), лёгкая, пищевая промышленность (плодоконсервный завод, мясокомбинат и др.). Имеется завод технического фарфора.
Железнодорожный узел. К северу от Жешува — Международный аэропорт Жешув-Ясёнка.

## Достопримечательности
- В Жешуве — два театра, музей. Высшие учебные заведения (в том числе Жешувский университет — с 2001). Среди предметов подготовки студентов университета (Кафедра русского языка) — русский язык как иностранный, и изучающие его польские студенты проходят ежегодную стажировку по студенческому обмену на кафедре межкультурной коммуникации филологического факультета Российского государственного педагогического университета им. А. И. Герцена в Санкт-Петербурге. Студенты же петербургской кафедры проходят педагогическую практику в том числе в Жешуве и принимают жешувских студентов в Петербурге[7], обеспечивая им углублённое изучение русского языка и культурную программу. Университет Жешува среди прочих проводит и конференции по русистике[8] на профильной кафедре русской филологии[9].
- Жешувский замок.
- Краеведческий музей.

## Известные жители и уроженцы
- Ян Балицкий (1869—1948) — католический блаженный.

## Города-побратимы
- Билефельд (нем. Bielefeld), Германия
- Буффало (англ. Buffalo), шт. Нью-Йорк, США
- Ивано-Франковск (укр. Івано-Франківськ), Украина
- Клагенфурт (нем. Klagenfurt), Австрия
- Кошице (словац. Košice), Словакия
- Ламия (греч. Λαμία), Греция
- Луцк (укр. Луцьк), Украина
- Львов (укр. Львів), Украина
- Ньиредьхаза (венг. Nyíregyháza), Венгрия
- Сату-Маре (рум. Satu-Mare), Румыния
- Херсон (укр. Херсон), Украина
- Солигорск, (бел. Салігорск), Беларусь
- Тернополь (укр. Тернопіль), Украина
- Чернигов (укр. Чернігів), Украина[10]
- Конотоп (укр. Конотоп), Украина[11]